# Salticus testaceolineatus
Salticus testaceolineatus är en spindelart som beskrevs av Lucas 1846. Salticus testaceolineatus ingår i släktet Salticus och familjen hoppspindlar. Inga underarter finns listade i Catalogue of Life.